# Circondario di Tortona
Il circondario di Tortona era uno dei circondari in cui era suddivisa la provincia di Alessandria.

## Storia
In seguito all'annessione della Lombardia dal Regno Lombardo-Veneto al Regno di Sardegna (1859), fu emanato il decreto Rattazzi, che riorganizzava la struttura amministrativa del Regno, suddiviso in province, a loro volta suddivise in circondari.
Il circondario di Tortona fu creato come suddivisione della provincia di Alessandria; il territorio corrispondeva a quello della soppressa provincia di Tortona del Regno di Sardegna, appartenuta alla divisione di Alessandria.
Con l'Unità d'Italia (1861) la suddivisione in province e circondari fu estesa all'intera Penisola, lasciando invariate le suddivisioni stabilite dal decreto Rattazzi.
Il circondario di Tortona venne soppresso nel 1926 e il territorio assegnato al circondario di Alessandria.

## Geografia antropica

### Suddivisioni amministrative
Nel 1863, la composizione del circondario era la seguente:
- mandamento I di Castelnuovo Scrivia
  - Alzano Scrivia; Castelnuovo Scrivia; Molino dei Torti
- mandamento II di Garbagna
  - Avolasca; Casasco; Dernice; Garbagna; Sorli; Vargo
- mandamento III di Sale
  - Guazzora; Piovera; Sale
- mandamento IV di San Sebastiano Curone
  - Brignano del Curone; Fabbrica Curone; Forotondo; Frascata; Gremiasco; Montacuto; San Sebastiano Curone
- mandamento V di Viguzzolo
  - Berzano di Tortona; Castellar Guidobono; Cerreto Grue; Sarezzano; Viguzzolo; Volpeglino
- mandamento VI di Villalvernia
  - Carezzano Inferiore; Carezzano Superiore; Cassano Spinola; Castellania; Costa Vescovato; Cuquello; Gavazzana; Malvino; Paderna; Sant'Agata Fossili; Sardigliano; Spinetto; Villalvernia
- mandamento VII di Volpedo
  - Casalnoceto; Momperone; Monleale; Montegioco; Montemarzino; Pozzol Groppo; Volpedo
- mandamento VIII di Tortona
  - Carbonara Scrivia; Pontecurone; Tortona; Villaromagnano